# Wybory parlamentarne w Rumunii w 2004 roku
Wybory parlamentarne w Rumunii w 2004 roku zostały przeprowadzone 28 listopada 2004. W ich wyniku zostało wybranych 332 posłów do Izby Deputowanych oraz 137 członków Senatu. Frekwencja wyniosła 56,5%. W wyborach zwycięstwo odniosła koalicja skupiona wokół socjaldemokratów, rząd utworzyła jednak koalicja ugrupowań centrowych i centroprawicowych. Równolegle z wyborami parlamentarnymi odbyła się pierwsza tura wyborów prezydenckich.

## Izba Deputowanych
| Lista wyborcza                                                                 | Głosy     | %    | Mandaty        |
| ------------------------------------------------------------------------------ | --------- | ---- | -------------- |
| Unia Narodowa PSD+PUR Partia Socjaldemokratyczna Rumuńska Partia Humanistyczna | 3 730 352 | 36,8 | 132 (113) (19) |
| Sojusz Prawdy i Sprawiedliwości Partia Narodowo-Liberalna Partia Demokratyczna | 3 191 546 | 31,5 | 112 (64) (48)  |
| Partia Wielkiej Rumunii                                                        | 1 316 751 | 13,0 | 48             |
| Demokratyczny Związek Węgrów w Rumunii                                         | 638 125   | 6,2  | 22             |
| Partia Nowej Generacji                                                         | 227 443   | 2,2  | 0              |
| PNȚCD                                                                          | 188 268   | 1,9  | 0              |
| Ugrupowania mniejszości narodowych                                             |           |      | 18             |
| Razem                                                                          |           |      | 332            |

## Senat
| Lista wyborcza                         | Głosy     | %    | Mandaty |
| -------------------------------------- | --------- | ---- | ------- |
| Unia Narodowa PSD+PUR                  | 3 798 607 | 37,2 | 57      |
| Sojusz Prawdy i Sprawiedliwości        | 3 250 663 | 31,8 | 49      |
| Partia Wielkiej Rumunii                | 1 394 698 | 13,6 | 21      |
| Demokratyczny Związek Węgrów w Rumunii | 637 109   | 6,2  | 10      |
| Partia Nowej Generacji                 | 241 486   | 2,4  | 0       |
| PNȚCD                                  | 196, 027  | 1,9  | 0       |
| Razem                                  |           |      | 137     |